# La Scarlatine
Pour l’article homonyme, voir Scarlatine.
Pour plus de détails, voir Fiche technique et Distribution.
La Scarlatine est un film français réalisé par Gabriel Aghion, sorti en 1983.

## Synopsis
Né dans une famille d'origine italienne d'Égypte, installée en France après-guerre, Roger Palazzi douze ans, raconte ses tracas à l'école et avec sa famille. Comme son arbre généalogique, son arrière-grand mère, Genia alias « Nona » matrone, originale et ancienne fasciste, occupe tout le premier étage. Sa grand-mère (Minou) et son frère (Simon) — inséparables — habitent au second, avec Nino, plus jeune fils de minou ; alors que lui et sa mère (Nicole) ont le troisième étage. Nicole rencontre Jacques Dubois qui, très amoureux, a du mal à supporter les tensions de la famille ; en revanche il devient un père d'adoption idéal pour Roger. Au collège, le garçon organise un système d'assurance avec cotisations, pour les punitions et les bizutés... et tombe amoureux de sa prof remplaçante. Il la photographie, l'invite au café et à une réception en famille. Son départ accuse sa solitude. À la mort de « Nona », pendant l'enterrement, le garçon investit le premier étage et se trouve immédiatement responsable du seul trésor de la famille, une bague au gros diamant cachée depuis des années par son aïeule.

## Fiche technique
- Titre : La Scarlatine
- Réalisation : Gabriel Aghion, assisté de Vincent Lombard,
- Scénario : Gabriel Aghion, Philippe Aghion, Michel Scognamillo, David Milhaud
- Dialogues : Gabriel Aghion et Philippe Aghion
- Photographie : Robert Alazraki
- Son : André Hervée
- Décors : Jean-Claude Gallouin
- Costumes : Elisabeth Tavernier
- Musique : Gabriel Yared
- Montage : Christiane Lack
- Sociétés de production : CAPAC, Films A2, UGC
- Pays d'origine :  France
- Genre : Comédie dramatique
- Format : Couleurs - 35 mm - Mono
- Durée : 95 minutes
- Date de sortie : France, 28 septembre 1983
- Affiche : Michel Landi (France)

## Distribution
- Brigitte Fossey : Nicole
- Christophe Malavoy : Jacques
- Stéphane Audran : Minou
- Roland Bertin : Simon
- Hito Jaulmes : Roger
- Hella Petri : Génia
- Pierre-Loup Rajot : Nino
- Jean-Paul Muel : Victor
- Agnès Garreau : Anne